# Horányi Sándor
Horányi Sándor (Szentendre, 1957. szeptember 4. –) magyar jazzgitáros, főiskolai tanár.

## Életpályája
1976–1980 között az Ybl Miklós Építőipari Műszaki Főiskola hallgatója volt. 1980–1983 között a Bartók Béla Zeneművészeti Szakközépiskola jazz tanszakát végezte el. Egyetemi tanulmányait a Liszt Ferenc Zeneművészeti Egyetemen végezte el. 1982-től Berki Tamás együttesében játszott. 1982–1996 között Budapesten, a Postás Erkel Ferenc Zeneiskolájában gitártanár volt. 1990 óta a Bartók Béla Zeneművészeti Szakközépiskola, a Liszt Ferenc Zeneművészeti Főiskola Tanárképző Intézete, a Liszt Ferenc Zeneművészeti Egyetem Jazz Tanszéke oktatója. 1985–2008 között Pege Aladár együttesének gitáros szólistája volt. 1996 óta a pomázi Teleki-Wattay Művészeti Iskola tanára, 1998-tól tanszakvezetője. 2012 óta Urbán Orsolya jazzénekesnő szextettjének gitárosa.

## Családja
Szülei: Horányi Sándor és Helm Ilona voltak. 1985-ben házasságot kötött Kovács Annával. Két lányuk született: Anna (1987) és Kata (1992).